# Evarcha bicuspidata
Evarcha bicuspidata är en spindelart som beskrevs av Peng X., Li S. 2003. Evarcha bicuspidata ingår i släktet Evarcha och familjen hoppspindlar. Inga underarter finns listade i Catalogue of Life.